# Faunertal
Das Naturschutzgebiet Faunertal liegt im Landkreis Südwestpfalz in Rheinland-Pfalz.

## Lage
Das etwa 25 ha große Gebiet, das im Jahr 1983 unter Naturschutz gestellt wurde, beginnt nördlich der Ortsgemeinde Ludwigswinkel, Verbandsgemeinde Dahner Felsenland an der Landesstraße 478. Von dort erstreckt es sich entlang der Landesstraße L 487 etwa 2,9 km Richtung Norden. Die L 487 stellt gleichzeitig die östliche Grenze des Naturschutzgebiets dar. Das Faunertal liegt in den Gemarkungen von Ludwigswinkel und Fischbach.

## Schutzzweck
Schutzzweck ist die Erhaltung und Sicherung der naturnahen bis natürlichen Tier-und Pflanzengemeinschaften in den Stauweihern, ihren Zuflüssen und den umgebenden Ried- und Wiesenflächen. Daneben soll die Diversität der umgebenden Flächen vor allem aus wissenschaftlichen Gründen erhalten werden, aber auch um die Lebensgemeinschaften und Lebensstätten und ihren Beitrag zum Landschaftsbild zu bewahren.

## Flora und Fauna
Das Faunertal ist geprägt durch viele Stauteiche entlang des Dielbachs, der das gesamte Gebiet von Norden nach Süden durchfließt. Die Teiche wurden ursprünglich zur Fischzucht angelegt, werden aber inzwischen nicht mehr genutzt, sodass sich hier naturnahe Verlandungszonen entwickelt haben. Am Ufer befinden Seggenriede, in denen unter anderem Wasserlinsen und Sumpf-Blauaugen zu finden sind.
Mehrere Weiher befinden sich in unmittelbarer Nachbarschaft zur Landesstraße L 487. Daher werden jedes Jahr entlang der Straße Amphibienzäune aufgestellt, um den wandernden Amphibien, wie dem Grasfrosch, das gefahrlose Erreichen seiner Laichgewässer zu ermöglichen. Dabei werden regelmäßig ehrenamtliche Helfer eingesetzt, um die Zäune zu kontrollieren und die Tiere einzusammeln und über die Straße zu bringen.
Im Faunertal ist eine große Zahl besonderer und seltener Pflanzenarten zu finden, darunter sind Osterluzei, Wiesen-Glockenblume, Wasserschierling, Sumpf-Blutauge, Breitblättriges Knabenkraut, Nordisches Labkraut, Froschbiss, Gewöhnlicher Wassernabel, Fieberklee, Knöterich-Laichkraut, Blutwurz, Rostrote Weide, Kriech-Weide, Torfmoose und Verkannter Wasserschlauch.
Neben diesen Pflanzen sind im Faunertal zahlreiche Tierarten ansässig, darunter 
- verschiedene Libellenarten wie Gebänderte Prachtlibelle, Blauflügel-Prachtlibelle, Zweigestreifte Quelljungfer,  Kleiner und Großer Blaupfeil,
- Schmetterlinge wie Feuriger Perlmuttfalter, Großer Perlmuttfalter, Weißer Waldportier, Braunfleckiger Perlmuttfalter, Brombeer-Perlmuttfalter, Violetter Feuerfalter und Rotbraunes Ochsenauge
- Ringelnatter, Kammmolch und Zauneidechse
- Frösche wie Wasserfrosch und Grasfrosch sowie Erdkröten
- Vögel wie Zwergtaucher, Eisvogel, Neuntöter und Silberreiher[2]